# 解放者聖馬丁將軍縣 (米西奧內斯省)

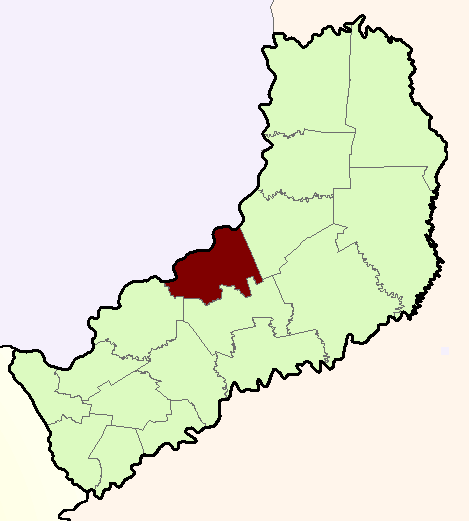

26°48′30″S 55°1′20″W / 26.80833°S 55.02222°W
解放者聖馬丁將軍縣（西班牙語：Departamento Libertador General San Martín），是阿根廷的縣份，位於該國東北部米西奧內斯省，首府設於里科港，面積1,524平方公里，2010年人口46,561，人口密度每平方公里30.55人。